# M8 (бронеавтомобиль)
M8 (англ. Light Armored Car M8), известный также под его британским названием «Грейхаунд» (англ. Greyhound) — лёгкий бронеавтомобиль США периода Второй мировой войны. Разработан фирмой Ford Motor Company в 1942 году на основе бронеавтомобиля T17. Производился серийно с марта 1943 по апрель 1944 года, общий выпуск составил 8523 единицы. Активно использовался войсками США во Второй мировой, а также Корейской войне и был снят с вооружения в начале 1950-х годов. В больших количествах поставлялся в другие страны и использовался в ряде вооружённых конфликтов. На 2008 год, всё ещё состоял на вооружении в ряде стран.

## История создания

### Предпосылки к созданию
На протяжении межвоенного периода, в США был разработан ряд образцов бронеавтомобилей и других типов бронированных колёсных машин (БКМ), но в целом им уделялось сравнительно малое внимание по сравнению с гусеничными боевыми машинами. С 1919 года по начало 1930-х годов танкостроение США, прежде всего вследствие финансовых ограничений, ограничивалось постройкой прототипов, а в дальнейшем на основе изучения опыта Гражданской войны в Испании армией было сочтено, что колёсные машины обладают недостаточной для использования в современных боевых действиях проходимостью, по сравнению с гусеничными и полугусеничными, которым было отдано предпочтение. Разработка бронированных колёсных машин в основном велась по заказам кавалерии, чья доктрина предусматривала использование двух классов БКМ: разведывательных машин (англ. Scout Car) представлявших собой открытые сверху легкобронированные транспортёры для перевозки разведывательного отделения, вооружённые пулемётами на ручных открытых установках, и собственно бронеавтомобилей (англ. Armored Car), имевших башенную компоновку. Если первую роль выполняли M3, чьё серийное производство началось в 1937 году, то серийные бронеавтомобили Армии США к 1940 году были представлены лишь устаревшим M1, выпущенным в количестве 22 единиц в 1931—1937 годах.
Официально в начале Второй мировой войны потребность в новом бронеавтомобиле армией не объявлялась, хотя отдельные разработки в этой области, с целью создания авиатранспортабельных бронемашин, всё же проводились с весны 1941 года. Тем не менее, к 1941 году рядом фирм в США были в инициативном порядке разработаны свои проекты бронеавтомобилей. Частично это осуществлялась в рамках мобилизации промышленности, вне конкретных заказов армии, так как производственные возможности многих из предприятий автомобильной промышленности позволяли производить лишь колёсные, но не требуемые военными гусеничные или полугусеничные машины. Кроме того, возможным заказчиком, через программу ленд-лиза, являлась Великобритания, проявлявшая интерес к закупке в США средних и тяжёлых бронеавтомобилей.

### Gun Motor Carriage T21/22/23
История M8 началась с выдвижения Противотанковым Управлением (англ. Tank Destroyer Command) в июле 1941 года требования разработки лёгкой противотанковой САУ для замены малоудачной M6. Вооружение будущей САУ должно было состоять из стандартной 37-мм противотанковой пушки M3, основными требованиями к машине являлись высокая подвижность, низкий силуэт и дешевизна производства. Для достижения этих требований САУ должна была иметь колёсное шасси и оснащаться двигателем Hercules JXD, устанавливавщимся и на разведывательную машину M3. Была также предложена разработка семейства бронемашин на общей базе, включающего ЗСУ с 12,7-мм пулемётами или 20-мм автоматическими пушками, 81-мм самоходный миномёт и бронетранспортёр. Первоначально армией была заказана постройка двух прототипов, но после вступления США в войну это число было увеличено до четырёх.

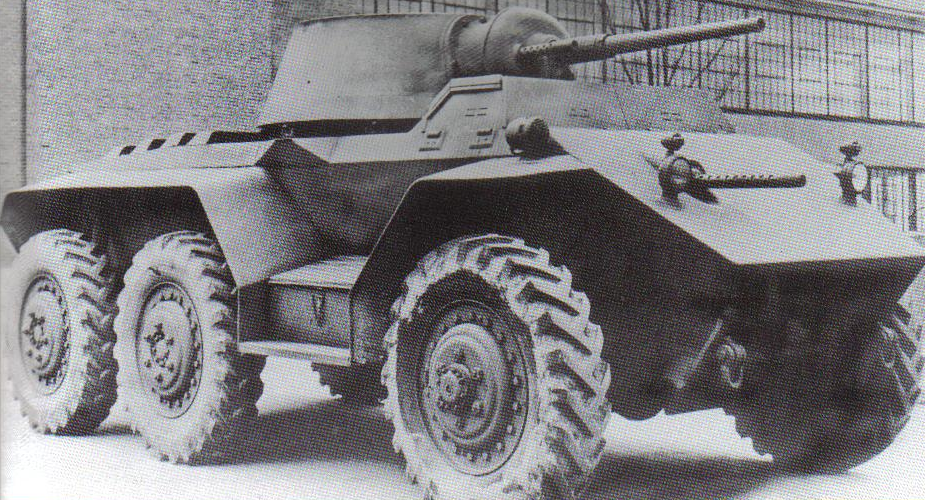
Первый прототип бронеавтомобиля T22

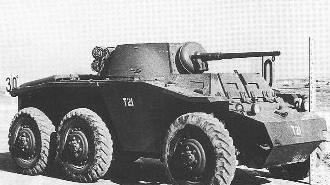
Прототип T21 на Абердинском полигоне

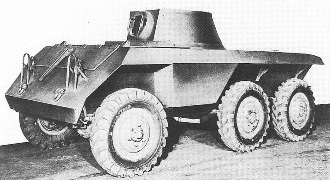
Незавершённый прототип T23

В октябре 1941 года программа была утверждена и вскоре после вступления США в войну заказы на постройку прототипов были выданы фирме «Форд» и отделению «Фарго» фирмы «Крайслер», чьим проектам были присвоены обозначения, соответственно, T22 (англ. 37mm Gun Motor Carriage T22 и T23. По собственной инициативе к конкурсу на разработку САУ присоединилась компания «Студебекер», обязавшаяся построить прототипы за свой счёт. Предложение было принято армией 23 января 1942 года, поэтому работы по прототипам, которым было присвоено обозначение T43, были начаты «Студебекер» несколько позже конкурентов. Первоначальные тактико-технические требования предполагали постройку 5-тонной машины с колёсной формулой 6 × 4, вооружением из 37-мм пушки и двух 7,62-мм пулемётов, спаренного и курсового. Лобовая и бортовая броня машины должны были обеспечивать защиту, соответственно, от 12,7-мм и 7,62-мм бронебойных пуль, тогда как днище и крыша не имели бронирования. Позднее в задание была включена постройка альтернативных прототипов с колёсной формулой 4 × 4, получивших обозначение T22E1 и T23E1. К началу 1942 года стало очевидным, что 37-мм пушка стремительно устаревает и ко времени поступления новых САУ в войска будет малоэффективна против вражеских танков. В то же время, потребность в новом бронеавтомобиле заявляло как Противотанковое Управление, для вооружения разведывательных подразделений противотанковых батальонов, так и кавалерия, к тому времени начавшая поиск полноценного бронеавтомобиля для замены слабо вооружённых и бронированных M3. В связи с этим, в марте 1942 года все проекты были переклассифицированы как бронеавтомобили (англ. Armored Car T22 и T23, в то время как проекту «Студебекер» был изменён и номер, на T21). Параллельно с этим было также ликвидировано требование установки курсового пулемёта, хотя это не успело отразиться на первых прототипах.

### Armored Car T22
Первым был завершён прототип T22, 16 марта 1942 года доставленный для испытаний на Абердинский полигон и 19—20 марта своим ходом по пересечённой местности переведённый в Форт-Нокс для испытаний Бронетанковым комитетом (англ. Armored Force Board). Испытания прошли успешно и по их итогам было вынесено заключение, что после некоторой доработки T22 будет отвечать требованиям как Противотанкового Управления, так и кавалерии. В то же время, к бронеавтомобилю были высказаны серьёзные претензии: шасси, использовавшее конструктивную схему и компоненты коммерческого автомобиля, помогало обеспечить простоту и дешевизну производства, но в то же время обладало недостаточной, по мнению Бронетанкового комитета, проходимостью; кроме того, размеры машины позволяли разместить на ней только двухместную башню, в то время как предпочтительной считалась трёхместная. Тем не менее, ввиду срочной необходимости в бронеавтомобиле и с учётом опыта конструкторского отдела и производственных возможностей заводов «Форд», Армией США 21 апреля 1942 года, ещё до начала испытаний проектов конкурентов, для серийного производства был избран T21. Принятие его на вооружение предполагалось в качестве временной меры, до завершения доводки более совершенных автомобилей с независимой вездеходной подвеской с равноудалёнными осями, подобных испытывавшемуся в тот период T13. Достройка прототипов T21 и T23 была утверждена армией для сравнительных испытаний, однако проект «Фарго» так и не был полностью завершён, в то время как T21 был изготовлен в мае и некоторые удачные решения в конструкции его корпуса были перенесены «Форд» на свой T22.

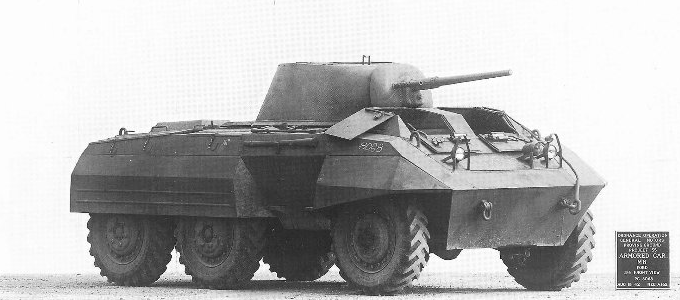
Ранний прототип T22E2

Кавалерия, однако, не была довольна выбранной для неё машиной: в то время как ей требовался лёгкий бронеавтомобиль с лучшей подвижностью, чем у разведывательной машины M3, T22 оснащался тем же двигателем, что и последняя, но был на 40 % тяжелее, имея худшую проходимость на пересечённой местности. Однако ввиду проводящейся реорганизации кавалерийских подразделений, основной задачей которых оставлялась разведка, эти протесты были проигнорированы Бронетанковым комитетом. Тем не менее, испытания прототипов в Форт-Ноксе выявили ряд недостатков T22, для устранения которых «Форд» был построен очередной, пятый, прототип, получивший обозначение T22E2. Доработанный прототип отличался изменённой конфигурацией корпуса в районе люков механика-водителя и его помощника, добавлением спонсонов корпуса под размещение радиостанций, а также рядом изменений в конструкции башни и орудийной установки. Бронетанковый комитет настоял также на введении установки зенитного 12,7-мм пулемёта в кормовой части башни, изменении напряжения бортовой электросети с 6 на 12 вольт, а также оснащении T22E2 бензоэлектрическим агрегатом для питания радиостанций при отключённом двигателе. 22 июня 1942 года T22 был принят на вооружение как стандартный, под обозначением «Лёгкий бронеавтомобиль M8» (англ. Light Armored Car M8).

## Серийное производство и дальнейшее развитие
После испытаний T22 в Форт-Ноксе, ещё до постройки прототипа T22E2, Бронетанковым комитетом было рекомендовано начать производство последнего, в количестве 2000 единиц для Противотанкового управления и 1534 — для кавалерии. 1 мая 1942 года фирме «Форд» был выдан заказ на производство 5000 T22E2, однако переговоры относительно условий контракта затянули начало производства до 1943 года. 9 октября 1942 года Противотанковый комитет предоставил результаты своих испытаний M8 и рекомендовал его принятие, с некоторыми доработками, на вооружение противотанковых батальонов. Рекомендации комитета включали изменения в механизмах наведения орудийной установки, органах управления механика-водителя и расположении ЗИП. В мае 1942 года M8 также предлагался Великобритании для производства и поставок по программе ленд-лиза, но британскую танковую комиссию не заинтересовал. В то же время несмотря на рекомендацию Бронетанкового комитета и принятие M8 на вооружение, к концу лета 1942 года вопрос о выборе бронеавтомобиля для Армии США всё ещё оставался открытым: по заказу армии были разработаны пять типов бронеавтомобилей различной массы, в то время как мнения среди военного командования относительно требования к машинам этого типа расходились. Для изучения вопроса 14 октября 1942 года был сформирован Специальный бронетанковый комитет (англ. Special Armored Vehicles Board).
Специальный бронетанковый комитет, после изучения имевшихся образцов бронеавтомобилей, вынес в декабре 1942 года заключение, что возлагаемые на бронеавтомобили задачи не требуют наличия нескольких типов машин и рекомендовал принятие на вооружение армии лишь одного образца, что встретило поддержку со стороны командования сухопутных сил армии. Комитет изначально противился принятию на вооружение любых бронеавтомобилей массой более 9,07 тонн и по итоговой рекомендации комитета, бронеавтомобиль для Армии США должен был иметь вооружение из 37-мм пушки и быть максимально лёгким, подвижным и дешёвым в производстве. Из имевшихся образцов этим требованиям в наибольшей степени отвечал M8, хотя комитетом сразу же была рекомендована разработка более совершенного бронеавтомобиля. Решение Сухопутных сил армии о принятии M8 как единственного типа бронеавтомобиля встретило неоднозначную оценку, так как ряд офицеров Бронетанковых сил выступал в поддержку более мощной машины, такой как T19 или T19E1, но все эти возражения были отвергнуты армейским руководством.
Производство M8 было начато на заводе «Форд» в Сент-Поле в марте 1943 года, в мае к выпуску присоединился завод в Чикаго. За время ожидания начала серийного производства M8, в конструкцию бронеавтомобиля был внесён ряд дополнительных изменений. Из-за лёгкого бронирования машины и, как следствие, высокой вероятности получения боевых повреждений, желательной была признана установка самозатягивающихся топливных баков, которыми было решено оборудовать все отправляемые во фронтовые части M8. По пожеланиям Противотанкового комитета были ликвидированы перископические смотровые приборы в крыше башни, а от самой крыши, на прототипах закрывавшей половину верха башни, оставлена лишь передняя часть. Ещё позднее, по настоянию Комитета вооружений, литая башня была заменена собиравшейся из катаных броневых листов сварной, хотя несколько из выпущенных в марте машин всё ещё имели литые башни.

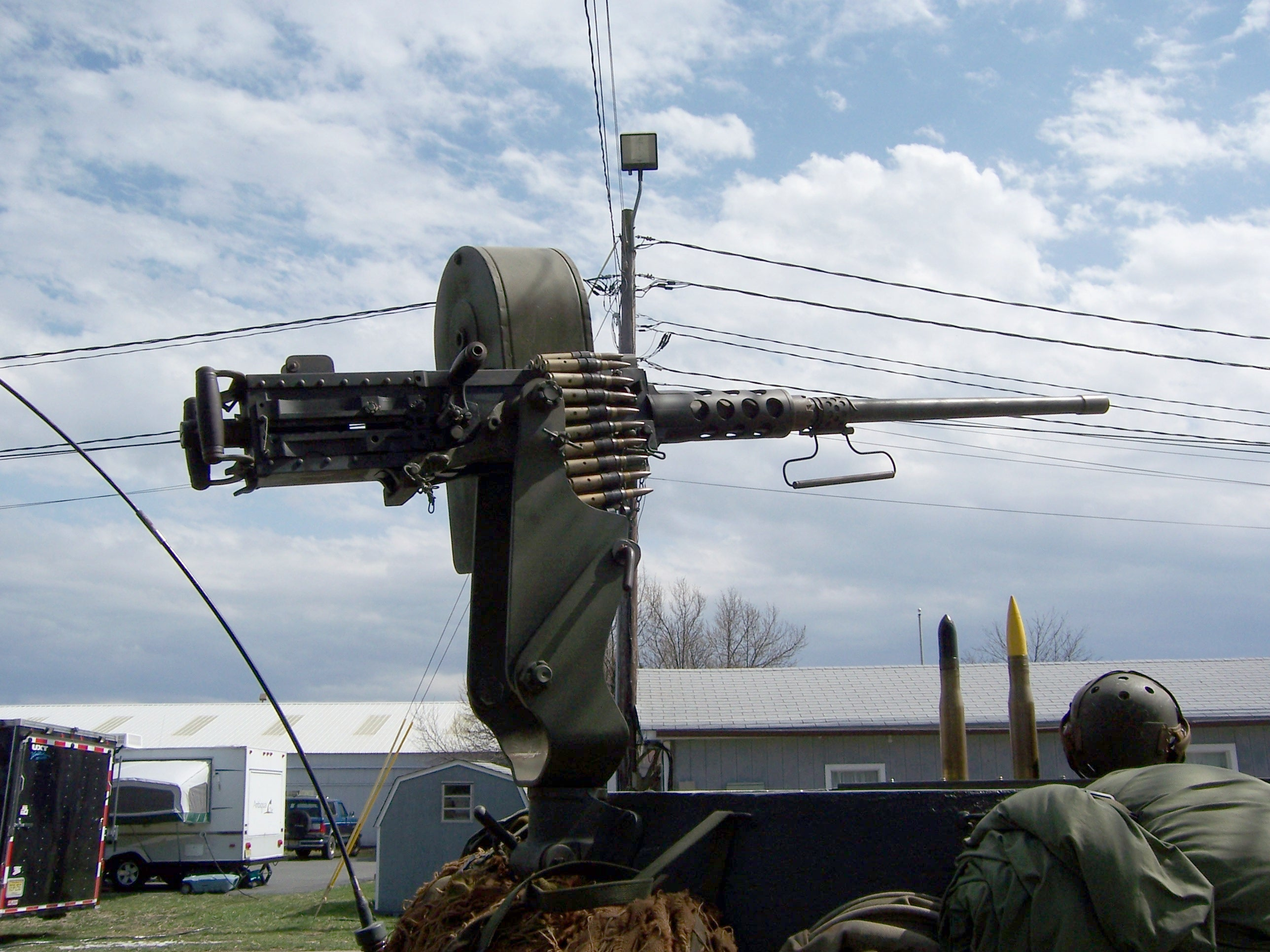
Шкворневая установка зенитного пулемёта D67511

По требованию кавалерии, M8 должен был оснащаться зенитной пулемётной установкой, поэтому с принятием M8 на вооружение была начата разработка установки 7,62-мм пулемёта M1919, в сентябре 1942 года заменённого на 12,7-мм M2. Заказ на разработку пулемётной установки был выдан Службе снабжения (англ. Service of Supply), однако к началу производства бронеавтомобиля установка всё ещё не была готова, хотя первый серийный M8 был вооружён сразу двумя зенитными пулемётами, оставшимися на нём после опытов. Кавалерия, со своей стороны, в августе 1943 года предложила оборудовать бронеавтомобиль кольцевой турельной установкой M32, предназначавшейся для грузовых автомобилей и успешно испытанной на M8. Это предложение было поддержано и Противотанковым комитетом, хотя последний до этого вовсе не был заинтересован в установке зенитного вооружения на свои M8, однако Комитет вооружений (англ. Ordnance Board) считал M32 неудовлетворительным из-за недостаточной жёсткости конструкции. В результате были начаты испытания альтернативных кольцевых турелей M49 и M49C, после которых 16 декабря 1943 года Комитет вооружений наконец утвердил установку последней на всех M8 нового выпуска.

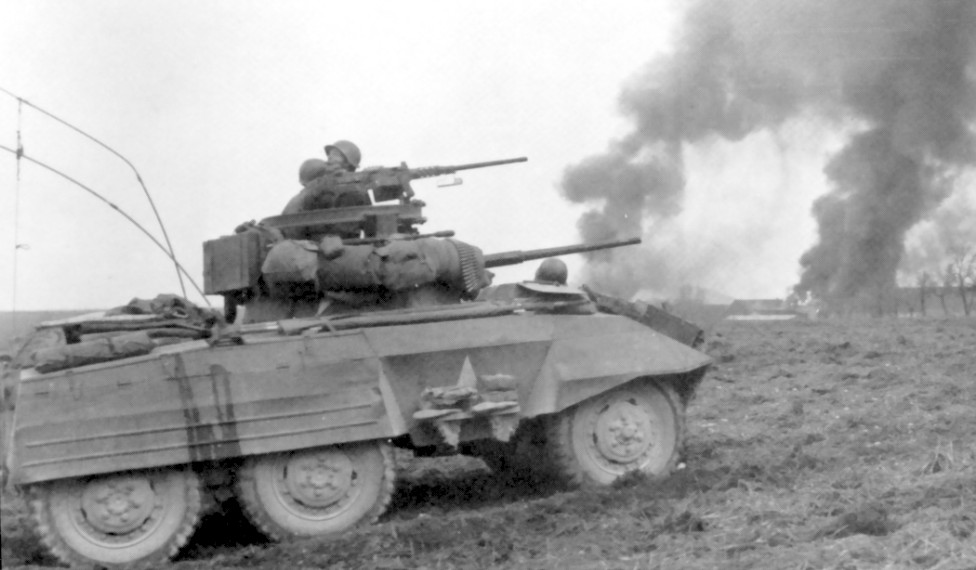
M8 с кольцевой пулемётной установкой M50

С этим решением, однако, история со вспомогательным вооружением M8 не закончилась и на серийных машинах принятие M49C отразиться не успело. К концу 1943 года фирмой «Форд» была разработана новая складная шкворневая пулемётная установка D67511, которую Комитет вооружений счёл более подходящей для M8 из-за меньшей массы. 18 апреля 1944 года Комитет вооружений утвердил D67511 к использованию на M8, отменив своё распоряжение о принятии M49C. Лишь после этого, более чем через год после начала серийного производства, M8 наконец начали штатно оборудоваться зенитным пулемётом. Позднее Комитетом вооружений были испытаны ещё две зенитные пулемётные устанковки для M8, но в итоге решено было оставить D67511 в качестве стандартной. В ожидании начала установки зенитных пулемётов на M8, многие из кавалерийских частей, дислоцированных в Великобритании для высадки в Нормандии, силами полевых мастерских оснащали свои бронеавтомобили различными типами 12,7-мм шкворневых и кольцевых пулемётных установок. 23 августа 1944 года, ввиду высокой эффективности 12,7-мм пулемёта, проверенной в боях, Управлением вооружений на европейском театре военных действий была официально разрешена установка на M8 кольцевой установки M50, предназначавшейся для грузовых автомобилей.
| Выпуск M8 по месяцам |      |      |      |      |      |      |      |      |      |      |      |      |      |      |      |      |      |      |      |      |      |      |      |      |      |      |      |      |       |
| год / месяц          | 1943 | 1943 | 1943 | 1943 | 1943 | 1943 | 1943 | 1943 | 1943 | 1943 | 1944 | 1944 | 1944 | 1944 | 1944 | 1944 | 1944 | 1944 | 1944 | 1944 | 1944 | 1944 | 1945 | 1945 | 1945 | 1945 | 1945 | 1945 | всего |
| год / месяц          | 3    | 4    | 5    | 6    | 7    | 8    | 9    | 10   | 11   | 12   | 1    | 2    | 3    | 4    | 5    | 6    | 7    | 8    | 9    | 10   | 11   | 12   | 1    | 2    | 3    | 4    | 5    | 6    |       |
| Число выпущенных     | 15   | 31   | 110  | 169  | 512  | 314  | 803  | 545  | 1000 | 800  | 562  | 468  | 241  | 223  | 241  | 234  | 256  | 243  | 232  | 234  | 234  | 215  | 232  | 144  | 162  | 150  | 153  | 111  | 8634  |

## Конструкция
M8 имеет компоновку с расположением моторного отделения в кормовой, отделения управления — в лобовой и боевого отделения — в башне в средней части машины. Экипаж бронеавтомобиля состоит из четырёх человек: механика-водителя, помощника водителя, наводчика и командира, выполнявшего также функции заряжающего.

### Броневой корпус и башня
M8 имеет дифференцированную противопульную бронезащиту. Корпус бронеавтомобиля представляет собой жёсткую несущую конструкцию, собранную при помощи сварки из катаных листов гомогенной броневой стали толщиной 6, 10, 13, 16 и 19 мм. Лобовая часть корпуса имеет клиновидную форму и состоит из верхнего бронелиста толщиной 13 мм, имеющего угол наклона в 60° к вертикали и нижнего, имеющего толщину 16 мм и угол наклона 30°. Борта корпуса собраны из 10-мм листов, расположенных под наклоном в 22°; в плане корпус имеет шестигранную форму. Корма корпуса выполнена из вертикального 10-мм бронелиста. Крыша корпуса собрана из 10-мм бронелистов и над отделением управления и моторным отделением имеет наклон в, соответственно, 83° и 86°; днище корпуса имеет толщину 6 мм. Над местами механика-водителя и помощника водителя расположена рубка, лобовая часть которой состоит из 19-мм листов и имеет наклон в 45°.
Башня бронеавтомобиля имеет коническую форму, собираясь при помощи сварки из 19-мм листов, имеющих переменный наклон от 15° в лобовой части, до 18° в бортах и 17° в корме. Башня в основном открыта сверху, за исключением передней части, закрытой 6-мм броневым козырьком. Орудийная амбразура башни закрыта литой броневой маской сложной формы, имеющей толщину в 25 мм. Посадка и высадка механика-водителя и его помощника осуществляется через индивидуальные люки в рубке, состоящие из откидных верхней и передней створок, командира и наводчика — через открытый верх башни. Для доступа к агрегатам силовой установки служат люки в крыше моторного отделения; помимо этого, почти весь кормовой лист корпуса представляет собой броневые жалюзи системы охлаждения двигателя.
Противопожарное оборудование бронеавтомобиля ограничивалось переносным углекислотным 1,8-кг огнетушителем. Помимо этого, M8 комплектовался двумя 1,42-кг дегазационными приборами M2.

### Вооружение

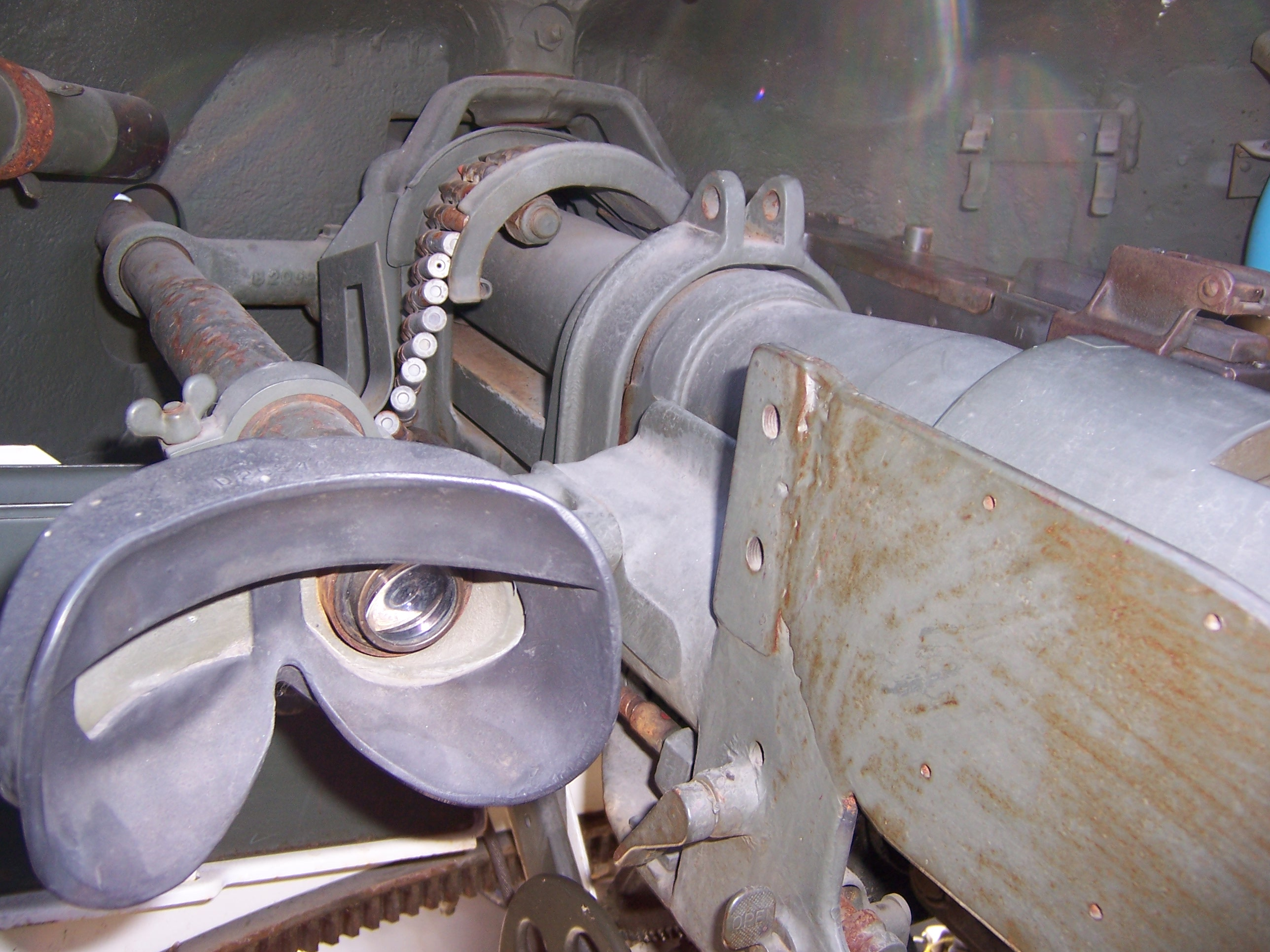
Вид на установку орудия; слева направо: телескопический прицел, 37-мм пушка и 7,62-мм спаренный пулемёт

Основное вооружение M8 составляет 37-мм полуавтоматическая пушка M6. Пушка имеет ствол-моноблок длиной 53,5 калибров / 1854 мм и вертикальный клиновой затвор; противооткатные устройства орудия состоят из гидравлического тормоза отката и пружинного накатника. Техническая скорострельность орудия составляет до 30 выстрелов в минуту, хотя на практике этот показатель снижается в несколько раз. Ведение огня из пушки и спаренного пулемёта осуществлялось при помощи ножного спуска. Пушка размещена в лобовой части башни в спаренной с пулемётом установке M23A1, обеспечивающей им углы наведения в вертикальной плоскости от −10° до +20°; горизонтальное наведение осуществляется путём поворота башни. Приводы наведения орудия — ручные, при помощи винтовых механизмов. Машины раннего выпуска имели односкоростной привод горизонтального наведения, тогда как с конца августа 1943 года был введён двухступенчатый привод. Для наведения орудия на цель используется телескопический оптический прицел M70D, имеющий увеличение 3× и поле зрения в 12°, неподвижную прицельную сетку и подсветку прицельной сетки и шкал для стрельбы в условиях пониженной освещённости.

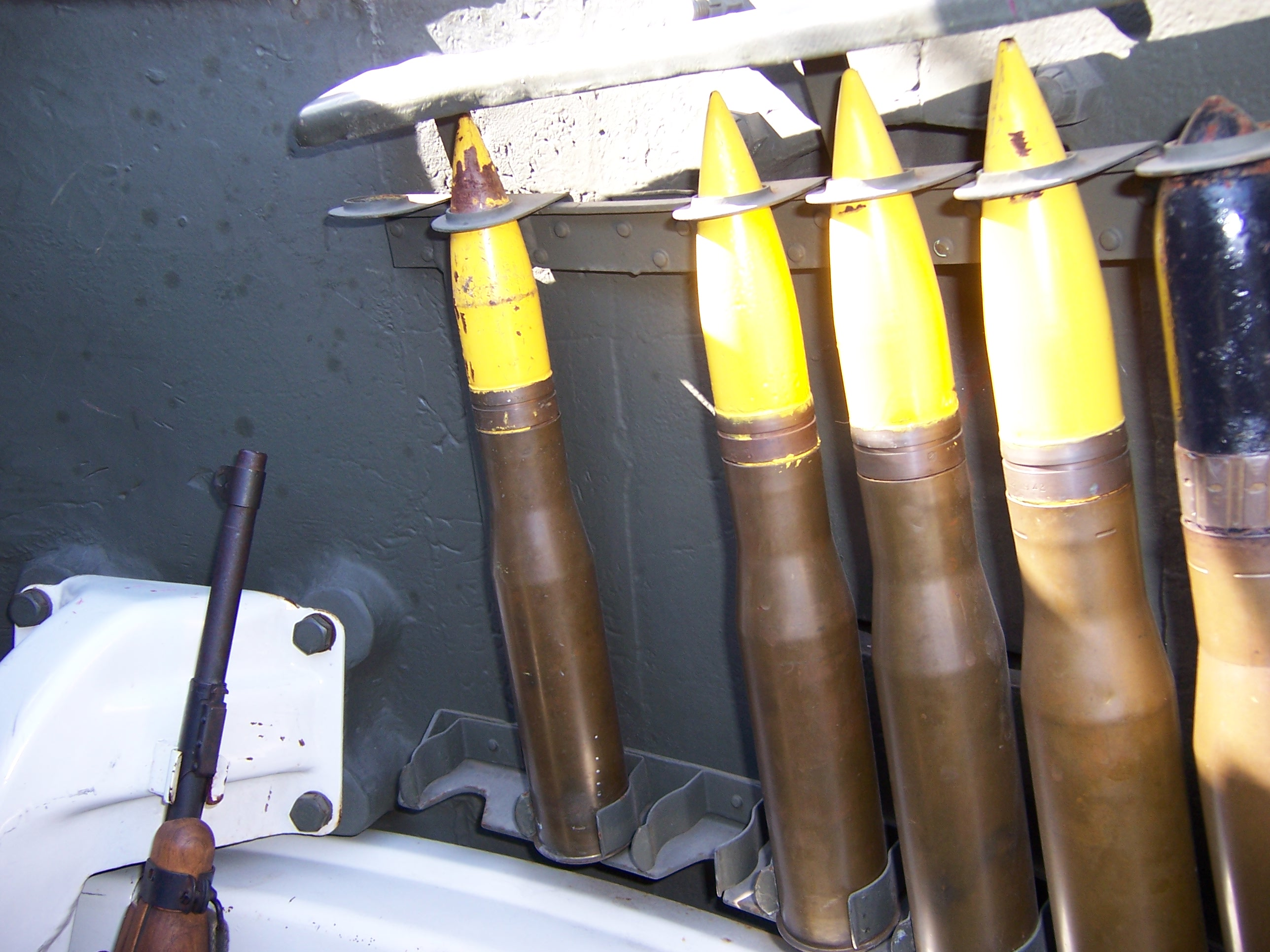
Правая башенная боеукладка

Боекомплект орудия в базовом варианте бронеавтомобиля состоял из 80 унитарных выстрелов с калиберными бронебойными и осколочными снарядами, а также картечью. Вследствие низкой уже к 1943 году эффективности 37-мм пушки в борьбе с германской бронетехникой и особенностей тактического применения бронеавтомобилей, основную часть боекомплекта в период Второй мировой войны обычно составляли осколочные снаряды и картечь. Из состава боекомплекта, по 8 выстрелов размещались в боеукладках первой очереди по обоим бортам башни, остальные 64 выстрела размещаются в стеллажной боеукладке в правом спонсоне корпуса. В M8, производившихся для кавалерии, на месте стеллажной боеукладки размещалась вторая радиостанция, в результате чего боекомплект этих машин поначалу составлял лишь 16 выстрелов. Ввиду явной неудовлетворительности такого решения, кавалерийские части самостоятельно устанавливали различные варианты боеукладки. С мая 1944 года в войсках начала практиковаться стандартизированная установка боеукладок на 18 выстрелов под каждой из радиостанций, что доводило боекомплект до 52 выстрелов, а с июля 1944 года — установка между сиденьями командира и наводчика и позади сиденья механика-водителя двух боеукладок на, соответственно, 20 и 43 выстрела, что почти доводило боекомплект пушки до первоначального уровня.
| Боеприпасы пушки M6                                                          |                       |                    |                    |                   |                             |                  |                       |
| Тип снаряда                                                                  | Марка снаряда         | Длина выстрела, мм | Масса выстрела, кг | Масса снаряда, кг | Масса ВВ, г                 | Марка взрывателя | Дульная скорость, м/с |
| Бронебойный сплошной с защитным и баллистическим наконечниками, трассирующий | APC M51 Shot          | 369                | 1,579              | 0,871             | —                           | —                | 884                   |
| Бронебойный сплошной остроголовый, трассирующий                              | AP M74 Shot           | 330                | 1,515              | 0,871             | —                           | —                | 884                   |
| Осколочный                                                                   | HE M63 Shell          | 358                | 1,420              | 0,730             | 38 (тротил)                 | B.D. M58         | 792                   |
| Картечь                                                                      | Canister M2           | 369                | 1,583              | 0,857             | 122 стальные шариковые пули | —                | 762                   |
| Учебный                                                                      | TP M51A1 / M51A2 Shot | 321 / 369          | 1,514 / 1,538      | 0,849 / 0,871     | —                           | —                | 792                   |

| Справа: Боеприпасы пушки M3: 1. Выстрел со снарядом M51 (бронебойный остроголовый сплошной с бронебойным и баллистическим наконечниками, трассирующий) 2. Выстрел со снарядом M74 (бронебойный остроголовый сплошной, трассирующий) 3. Выстрел со снарядом M63 (осколочный) 4. Выстрел с картечью M2 |

| Таблица бронепробития для пушки M6 |     |        |        |      |      |
| Снаряд \ Расстояние, м | 91  | 457    | 914    | 1372 | 1828 |
| Гомогенная сталь, мм |     |        |        |      |      |
| M51 Shot (угол встречи 60°) | 63  | 53; 55 | 46; 47 | 40   | 35   |
| M51 Shot (угол встречи 30°) | н/д | н/д    | 20     | н/д  | 17   |
| Поверхностно закалённая сталь, мм |     |        |        |      |      |
| M51 Shot (угол встречи 60°) | н/д | 46     | 40     | 38   | 33   |
| Стальная броня без указания типа, мм |     |        |        |      |      |
| M51 Shot (угол встречи 90°) | н/д | 61     | 55     | н/д  | н/д  |
| M74 Shot (угол встречи 90°) | н/д | 36     | н/д    | н/д  | н/д  |
| M51 Shot (угол встречи 70°) | н/д | н/д    | 53     | н/д  | н/д  |
| M74 Shot (угол встречи 70°) | н/д | н/д    | 25     | н/д  | н/д  |
| Бронепробиваемость приводится по принятой в США методике измерения пробивной способности. Следует помнить, что в разное время и в разных странах использовались различные методики определения бронепробиваемости. Как следствие, прямое сравнение с аналогичными данными других орудий часто оказывается невозможным. |     |        |        |      |      |

| Таблица бронепробития для пулемёта M2, мм                                                |     |     |     |      |
| Тип преграды \ Расстояние, м                                                             | 91  | 183 | 549 | 1372 |
| Armor-Piercing M2                                                                        |     |     |     |      |
| Гомогенная сталь (угол встречи 90°)                                                      | н/д | 25  | 18  | 8    |
| Поверхностно закалённая сталь (угол встречи 90°)                                         | н/д | 23  | 13  | 5    |
| Armor-Piercing-Incendiary M8, M20                                                        |     |     |     |      |
| Гомогенная сталь (угол встречи 90°)                                                      | 22  | н/д | н/д | н/д  |
| Поверхностно закалённая сталь (угол встречи 60°)                                         | 16  | н/д | н/д | н/д  |
| Бронепробиваемость приводится по принятой в США методике измерения пробивной способности |     |     |     |      |

Для самообороны экипажа, а также для ведения спешенного боя, M8 комплектовался четырьмя 7,62-мм самозарядными карабинами M1 и 400 патронами к ним, а также двенадцатью ручными гранатами и четырьмя дымовыми шашками M1 или M2. Помимо этого, в двух бортовых ящиках для снаряжения штатно могли перевозиться по три противотанковые мины M1A1, но в большинстве случаев эта возможность в войсках не использовалась, ввиду опасности для машины детонации находившихся вне защиты брони мин от огня противника.

### Средства наблюдения и связи
На марше механик-водитель и помощник водителя M8 могут вести обзор через открытые люки, тогда как для обзора в бою каждый из них располагал закрытой триплексным стеклоблоком смотровой щелью в крышке люка, а также двумя открытыми смотровыми щелями, в крышке люка и в борту рубки, закрывавшимися броневыми заслонками. Командир и наводчик, за исключением наблюдения через прицел для последнего, вовсе не имели иных средств наблюдения, кроме обзора через открытый верх башни.
Для внешней связи машины кавалерии стандартно оборудовались парой радиостанций SCR 506 и SCR 508. Часть машин раннего выпуска, из-за нехватки SCR 508, оборудовались вместо них комплектом из передатчика SCR 193 и приёмника SCR 312, некоторые машины также оборудовались вместо SCR 508 радиостанцией SCR 510. M8 для противотанковых частей оснащались лишь одной радиостанцией, модели SCR 608 или SCR 610. Помимо этого, M8 комплектуются набором сигнальных флагов M238. Для внутренней связи бронеавтомобиль оснащён танковым переговорным устройством RC-99 на всех четверых членов экипажа.

### Двигатель и трансмиссия
На M8 стандартно устанавливается рядный 6-цилиндровый автомобильный четырёхтактный карбюраторный двигатель жидкостного охлаждения, фирмы «Геркулес», модели JXD. При рабочем объёме 5244 см³, JXD развивает максимальную мощность в 110 л. с. при 3200 об/мин и максимальный крутящий момент в 30 кгс·м (298 Н·м) при 1150 об/мин. Топливный бак, объёмом 212 литров, размещён в передней части моторного отделения; топливом для двигателя служит бензин с октановым числом не ниже 72. Два радиатора системы охлаждения двигателя с их вентиляторами располагаются в кормовой оконечности моторного отделения.
M8 имеет механическую трансмиссию, в состав которой входят:
- Однодисковый главный фрикцион сухого трения
- Механическая пятиступенчатая (5+1) коробка передач с синхронизаторами и диапазоном от 6,499:1 до 1:1
- Карданный вал, соединяющий коробку передач с раздаточной коробкой
- Двухступенчатая раздаточная коробка Warner Gear Co. с постоянным зацеплением шестерен и передаточными числами 1,956:1 и 1:1
- Карданные валы, соединявшие раздаточную коробку с мостами
- Дифференциалы ведущих мостов с передаточным числом 6,667:1

## Машины на базе M8

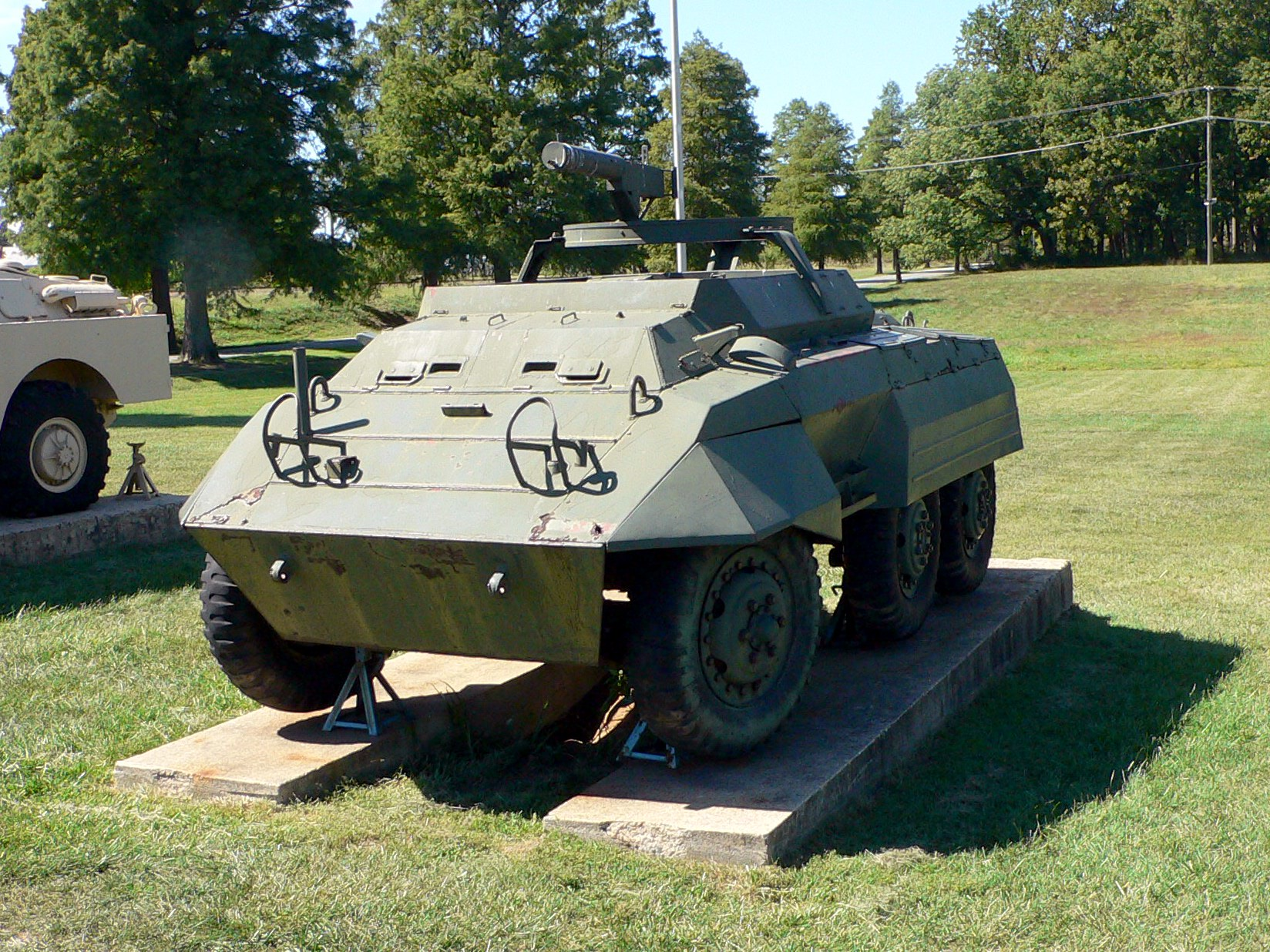
Командно-штабная машина M20

M20 — командно-штабная машина на базе M8. Выпущена 3791 единица.
Постройка зенитной самоходной установки (ЗСУ) на шасси M8 была предложена ещё в 1941 году, на начальной стадии разработки проекта бронеавтомобиля. Нет данных о том, что разработка предложенной ЗСУ с вооружением из 20-мм автоматических пушек была начата, тогда как башня для пулемётной ЗСУ была создана фирмой W. L. Maxson в ноябре 1942 года. Прототип ЗСУ, получившей обозначение Самоходный многоствольный пулемёт T69 (англ. Multiple Gun Motor Carriage T69), был изготовлен W. L. Maxson и прибыл на Абердинский полигон в конце апреля — начале мая 1943 года. Вооружение T69 состояло из счетверённой установки 12,7-мм пулемётов M2, имевшей электроприводы вертикального и горизонтального наведения и размещавшейся в открытой сверху и частично спереди башне большего, чем на бронеавтомобиле, размера. Для питания электроприводов при отключённом основном двигателе, ЗСУ оборудовалась бензоэлектрическим агрегатом.
Испытания T69 стрельбой на Абердинском полигоне показали необходимость усиления пулемётной установки и креплений прицелов, а также изменения механизма сбора и удаления стреляных гильз. Комиссией полигона испытания ЗСУ результаты испытаний были признаны удовлетворительными, однако против принятия установки на вооружение высказался Комитет зенитной артиллерии (англ. Antiaircraft Artillery Board). По мнению комитета, T69 уступала в массе, проходимости, внутреннему объёму и точности огня уже выпускавшемуся серийно аналогу на полугусеничном шасси бронетранспортёра M3/M5 — ЗСУ M16/M17. Несмотря на то, что в пользу T69 высказывался отдел артиллерийско-технической службы Армии США, по мнению которого, новая ЗСУ имела ряд преимуществ перед M16/M17, разработка T69 была прекращена в марте 1944 года.

## На вооружении
- США — сняты с вооружения

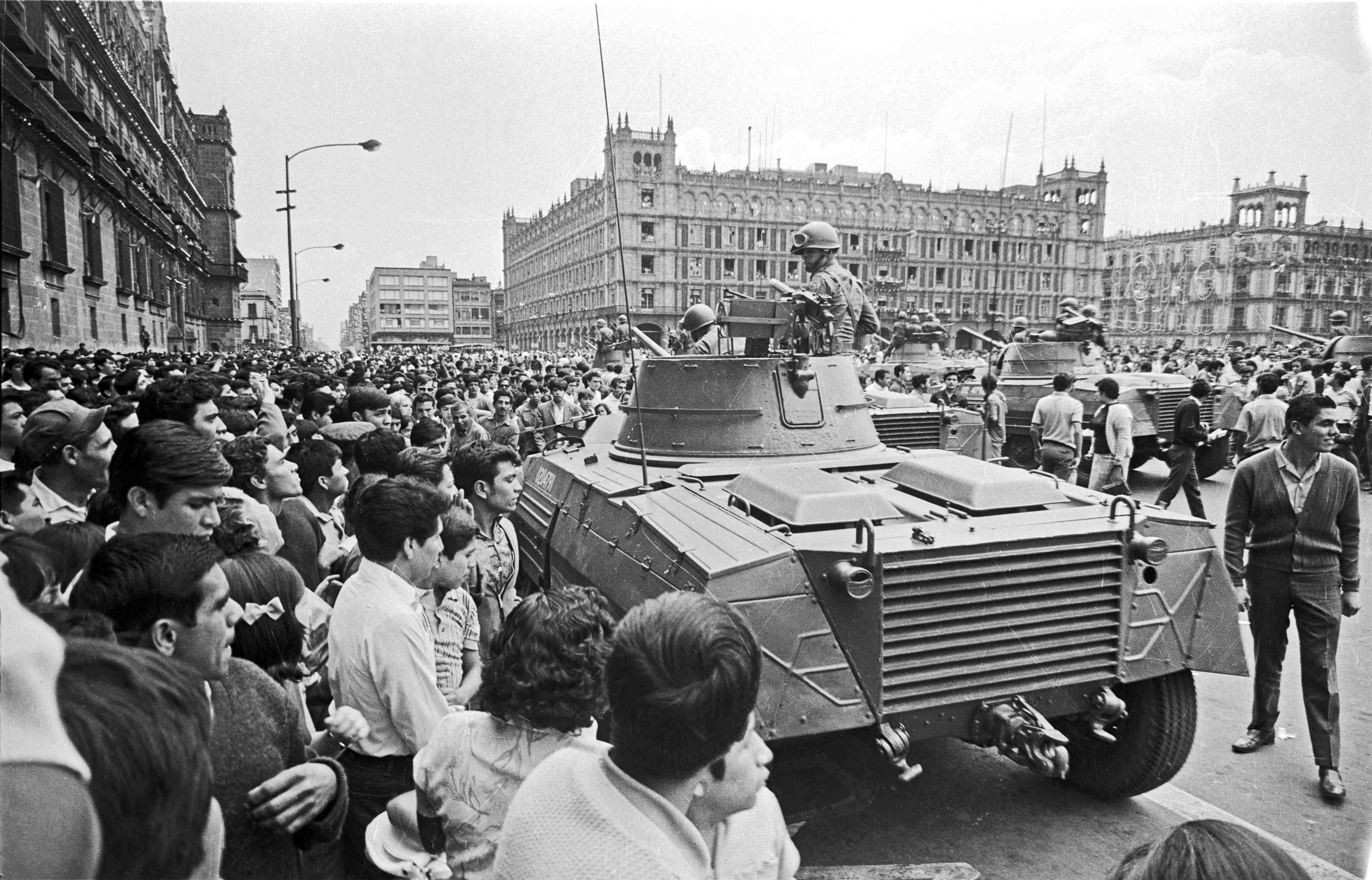
Мексиканские M-8, 1968

- Бенин — 7 M8, по состоянию на 2007 год[35]
- Буркина-Фасо — 8 M8, по состоянию на 2007 год[36]
- Гватемала — 7 M8 на хранении, по состоянию на 2007 год[37]
- Греция — 130 M8, по состоянию на 2007 год[38]
- Камерун — 8 M8, по состоянию на 2007 год[39]
- Колумбия — 5 M8 в базовом варианте, 6 в варианте полицейского бронетранспортёра, 8 в роли носителей ПТУР, по состоянию на 2007 год[40]
- Мадагаскар — 8 M8, по состоянию на 2007 год[41]
- Мексика
- Парагвай — 8 M8, по состоянию на 2007 год[42]
- Сенегал — 10 M8, по состоянию на 2007 год[43]
- Того — 6 M8, по состоянию на 2007 год[44]
- Нацистская Германия - трофейные M8 под обозначением Panzerspahwagen 8(a)

## Организационно-штатная структура
В основном M8 поступали на вооружение кавалерийских разведывательных эскадронов танковых дивизий и разведывательных взводов и рот противотанковых батальонов.
Во всех танковых дивизиях, сформированных по штатам T/O&E 17 1943 и 1944 годов имелся один разведывательный кавалерийский эскадрон нового штата. Основные разведывательные силы эскадрона состояли из трёх разведывательных рот, в каждой из которых имелись штабной и три разведывательных взвода, с тремя M8 и тремя ¼-тонными автомобилями повышенной проходимости в каждом из последних. Всего же по штатному расписанию в кавалерийском разведывательном эскадроне насчитывалось 52 M8. 2-я и 3-я танковые дивизии, сохранившие после реорганизации 1943 года старое, так называемое «тяжёлое», штатное расписание, сохраняли и бронетанковый разведывательный батальон, сформированный по штату T/O&E 17 от 1 марта 1942 года, однако с заменой разведывательных машин M3 на бронеавтомобили M8. Разведывательный батальон, как и кавалерийский эскадрон, имел три разведывательные роты с тремя взводами в каждой, однако каждый из взводов делился на бронеавтомобильное отделение, имевшее 4 M8 и разведывательное отделение с четырьмя ¼-тонными автомобилями. Помимо этого, два M8 имелись в составе штабной роты танковой дивизии для использования в роли командирских машин, что доводило общее количество бронеавтомобилей в дивизии до пятидесяти четырёх.
Противотанковые батальоны с 1943 года формировались по двум значительно отличавшимся друг от друга штатам T/O&E 18-35 от 7 мая: батальона буксируемых противотанковых орудий и батальона самоходных истребителей танков. Буксируемый батальон имел два разведывательных взвода с одним M8, двумя ¼-тонными автомобилями и один мотоциклом в каждом, находившихся в подчинении штаба батальона. Также 4 M8 имелись непосредственно в штабе батальона и по два M8 — в штабе каждой из трёх противотанковых рот; всего в батальоне, таким образом, насчитывалось 12 бронеавтомобилей. Самоходный батальон имел разведывательную роту, в которой насчитывалось три разведывательных взвода с двумя M8 и пятью ¼-тонными автомобилями в каждом. Кроме этого, 1 M8 имелся в инженерном взводе и 2 M8 — в штабе роты. Каждая из трёх противотанковых рот батальона имела по два M8 в каждом из трёх своих противотанковых взводов и в штабе роты, ещё 3 M8 находились в штабе батальона; всего, таким образом, в самоходном противотанковом батальоне имелось 35 бронеавтомобилей.

## Эксплуатация и боевое применение
Массово применялся американскими войсками при высадке в Италии, Нормандии и при наступлении в Арденнах в целях разведки и патрулирования.

## Оценка проекта

### Конструкция
|  |  |  |  |
|  |  |  |  |
|  |  |  |  |

### Сравнение с аналогами
| Сравнение основных характеристик бронеавтомобилей периода Второй мировой войны |                                                  |                                                 |                                                  |                                                 |                                                  |                                             |                                             |                                                 |
|                                                                                | M8                                               | «Даймлер» Mk.I                                  | A.E.C. Mk.I                                      | «Мармон-Херрингтон» Mk.IV                       | Sd.Kfz.231                                       | Sd.Kfz.234/1                                | Sd.Kfz.234/2 «Пума»                         | 39.M «Чабо»                                     |
| Общие данные                                                                   |                                                  |                                                 |                                                  |                                                 |                                                  |                                             |                                             |                                                 |
| Экипаж                                                                         | 4                                                | 3                                               | 3                                                | 3                                               | 4                                                | 4                                           | 4                                           | 4                                               |
| Боевая масса, т                                                                | 7,89                                             | 7,62                                            | 11,10                                            | 6,25                                            | 8,30                                             | 11,50                                       | 11,74                                       | 5,95                                            |
| Длина, м                                                                       |                                                  |                                                 |                                                  |                                                 |                                                  |                                             |                                             |                                                 |
| Ширина, м                                                                      | 2,54                                             | 2,44                                            | 2,74                                             | 2,13                                            | 2,20                                             | 2,40                                        | 2,40                                        | 2,10                                            |
| Высота, м                                                                      | 2,24                                             | 2,24                                            | 2,55                                             | 2,29                                            | 2,35                                             | 2,10                                        | 2,28                                        | 2,27                                            |
| Вооружение                                                                     |                                                  |                                                 |                                                  |                                                 |                                                  |                                             |                                             |                                                 |
| Марка пушки                                                                    | 37-мм M6                                         | 40-мм QF 2 pounder Mk.IX                        | 40-мм QF 2 pounder Mk.IX                         | 40-мм QF 2 pounder Mk.IX                        | 20-мм KwK.30 или KwK.38                          | 20-мм KwK.38                                | 50-мм KwK.39/1                              | 1 × 20-мм ПТР 36.M                              |
| Боекомплект пушки                                                              | 80                                               | 52                                              | 58                                               | 37                                              | 180                                              | 480                                         | 55                                          | 200                                             |
| Пулемёты                                                                       | 1 × 12,7-мм M2 HB 1 × 7,62-мм M1919A4            | 1 × 7,92-мм BESA 1 × 7,7-мм «Брен»              | 1 × 7,92-мм BESA 1 × 7,7-мм «Брен»               | 1 × 7,7-мм «Виккерс» 1 × 7,62-мм M1919A4        | 1 × 7,92-мм MG-34                                | 1 × 7,92-мм MG-34                           | 1 × 7,92-мм MG-34                           | 1 × 8-мм 34/37.M                                |
| Бронирование, мм                                                               |                                                  |                                                 |                                                  |                                                 |                                                  |                                             |                                             |                                                 |
| Лоб корпуса                                                                    | 18—27                                            | (14)                                            |                                                  | (12)                                            | 17—22                                            | 37—47                                       | 37—47                                       | 13—26                                           |
| Лоб башни                                                                      | 18—25                                            | (16)                                            |                                                  | (12)                                            | 16                                               | 39                                          | 39—100                                      | 10                                              |
| Борт корпуса                                                                   | 10                                               | (14)                                            |                                                  | (12)                                            | 10                                               | 10                                          | 10                                          | 7—9                                             |
| Борт башни                                                                     | 20                                               | (16)                                            |                                                  | (12)                                            | 9                                                | 10                                          | 11                                          | 11                                              |
| Подвижность                                                                    |                                                  |                                                 |                                                  |                                                 |                                                  |                                             |                                             |                                                 |
| Тип двигателя                                                                  | карбюраторный, жидкостного охлаждения, 110 л. с. | карбюраторный, жидкостного охлаждения, 95 л. с. | карбюраторный, жидкостного охлаждения, 105 л. с. | карбюраторный, жидкостного охлаждения, 85 л. с. | карбюраторный, жидкостного охлаждения, 150 л. с. | дизельный, воздушного охлаждения, 210 л. с. | дизельный, воздушного охлаждения, 210 л. с. | карбюраторный, жидкостного охлаждения, 90 л. с. |
| Удельная мощность, л. с./т                                                     | 13,9                                             | 12,5                                            | 9,5                                              | 13,6                                            | 18,1                                             | 18,3                                        | 17,9                                        | 15,1                                            |
| Колёсная формула                                                               | 6 × 6                                            | 4 × 4                                           | 4 × 4                                            | 4 × 4                                           | 8 × 8                                            | 8 × 8                                       | 8 × 8                                       | 4 × 2                                           |
| Тип подвески                                                                   | зависимая, на листовых рессорах                  | независимая, на вертикальных пружинах           | на листовых рессорах                             | на листовых рессорах                            | полунезависимая, на листовых рессорах            | полунезависимая, на листовых рессорах       | полунезависимая, на листовых рессорах       | зависимая, на листовых рессорах                 |
| Максимальная скорость по шоссе                                                 | 88                                               | 80                                              | 65                                               | 50                                              | 85                                               | 80                                          | 80                                          | 65                                              |
| Запас хода по шоссе                                                            | 560                                              | 330                                             | 400                                              | 300                                             | 300                                              | 900                                         | 900                                         | 150                                             |

## Комментарии
1. ↑  По принятой в США классификации, противотанковые САУ относились к классу истребителей танков
2. ↑  Установка M49C весила почти 300 килограмм, что представляло существенную для бронеавтомобиля массой менее 8 тонн нагрузку, к тому же размещённую на самом его верху
3. ↑  По советской терминологии — радиста
4. ↑  Донный взрыватель мгновенного действия
5. ↑  M51A1 отличается от M52A2 лишь отсутствием баллистического наконечника
6. ↑  По старому штату TOE 17 от 1 марта 1942 года, в дивизии насчитывалось 14 680 человек и 390 танков, тогда как по введённому в 1943 году штату — 10 616 человек и 269 танков
7. ↑  Указана приведённая толщина брони